# Cheverny
Cheverny es una población y comuna francesa, ubicada en la región de Centro, departamento de Loir-et-Cher, en el distrito de Blois y cantón de Contres.

## Lugares de interés
- Castillo de Cheverny
- Castillo de Troussay